# Toby Knapp
Toby Knapp (geb. um 1973) ist ein US-amerikanischer Gitarrist.

## Karriere
Ungefähr im Alter von acht Jahren erhielt Toby Knapp – zu dieser Zeit mochte er akustische Musik im Allgemein und Crosby, Stills and Nash im Besonderen – von seinem Großvater eine akustische Gitarre. Allerdings gab er das Instrument schnell wieder auf. Als er jedoch Jimmy Page in The Song Remains the Same sah, begeisterte er sich dauerhaft für die elektrische Gitarre.
Seine erste Label-Veröffentlichung war das Soloalbum Guitar Distortion über Shrapnel Records und Roadrunner Records im Alter von 20 Jahren. Nach zwölf Jahren Pause und dann ungefähr im Dreijahresabstand folgten weitere Soloalben.
Er gehörte zur Besetzung von Onward, die Anfang der 2000er über Century Media einige Alben veröffentlichten. Nach seinem Ausstieg gründete er die Black-Metal-Bands Godless Rising und Waxen, die bislang jeweils drei Alben veröffentlichten.
Ab 2015 kehrte er wieder zum Heavy Metal zurück, als er erst die nach einem Onward-Song benannte und stilistisch ähnlich klingende Band Where Evil Follows und anschließend mit Shane Wacaster die US-Metal-Band Necrytis gründete.

## Diskografie

### Solo
- 1993: Guitar Distortion (Shrapnel Records, Roadrunner Records)
- 1995: Infinite Opposition (Wild Rags Records)
- 2005: Polarizing Lines (Metalbolic Records)
- 2008: Misanthropy Divine (Rock It Up Records)
- 2010: The Campaign (Shredguy Records)
- 2010: Archives of Magick (Kompilation, Shredguy Records)
- 2013: Static Warfare (Shredguy Records)
- 2013: Archives of Magick, Vol II (Kompilation, Crushing Notes Entertainment)
- 2014: Bune (Crushing Notes Entertainment)
- 2016: The Architect of Paradox (Crushing Notes Entertainment)
- 2018: Archives of Magick, Vol III (Kompilation, Shredguy Records)

### Mit Affliktor
- 2017: Affliktor (Transcending Obscurity Records)

### Mit Godless Rising
- 2006: Rising Hatred (Pathos Productions)
- 2007: Battle Lords (Moribund Records)
- 2010: Trumpet Of Triumph (Moribund Records)

### Kilpatrick Knapp
- 1997: Lock Down (EP, Sinbad Productions)

### Knapp/Johansson
- 2014: Unborn Spirits Immortal (Shred Guy Records)

### Mit Necrytis
- 2017: Countersighns (Electrikill Records)
- 2018: Dread En Ruin (Pure Steel Records)

### Mit Onward
- 2001: Evermoving (Century Media)
- 2002: Reawaken (Century Media)
- 2003: The Neverending Sun (Metalbolic Records)
- 2014: New Fathoms Down (Shredguy Records)

### Mit Sue’s Idol
- 2016: Six Sick Senses (Crushing Notes Entertainment)

### Mit Waxen
- 2006: Fumaroth (Metalbolic Records)
- 2014: Agios Holokauston (Moribund Records)
- 2016: Weihung Auf Satan (Moribund Records)

### Mit Where Evil Follows
- 2015: Portable Darkness (Moribund Records)

## Links
- tobyknappmusic.com – Offizielle Website
- Toby Knapp bei AllMusic (englisch)
- Toby Knapp bei Discogs